# سنون (حمص)
سنون قرية في ناحية خربة تين نور التابعة لمنطقة حمص في محافظة حمص في سورية. تقع غرب بحيرة قطينة.